# 김명철 (가수)
김명철(金明哲, 1969년 8월 1일 ~ )은 대한민국의 남성 가수이다. 서울성산초등학교 졸업 (1982년), 서울 경성중학교 졸업 (1985년), 서울 경성고등학교 졸업 (1988년)을 하였다. 1988년 솔로 가수 김명철로 첫 데뷔하였다. 앨범 - 《난 지금 마음이 아파》《그대와 같이》로 데뷔하여 큰 인기를 얻었다. 신체 키 174cm이고 체중 53kg이다. 또한 1993년에 소속 그룹 - 김명철 & 박혜성 1993년에 멤버 - 김명철 & 박혜성 앨범 - 《그대가 준 슬픈 내사랑》《사랑하는 너에게》《그대 품안에》과 함께 활동했다. 이후 1998년 가수 김명철로 솔로 앨범을 준비하던 중 큰 부상을 입고 활동을 중단했다.

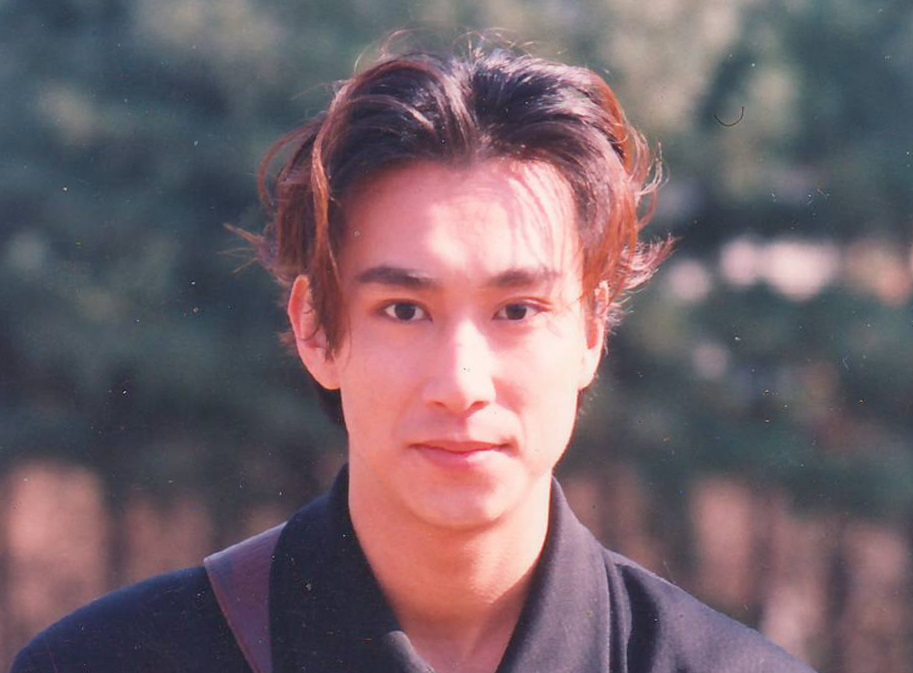
가수 김명철
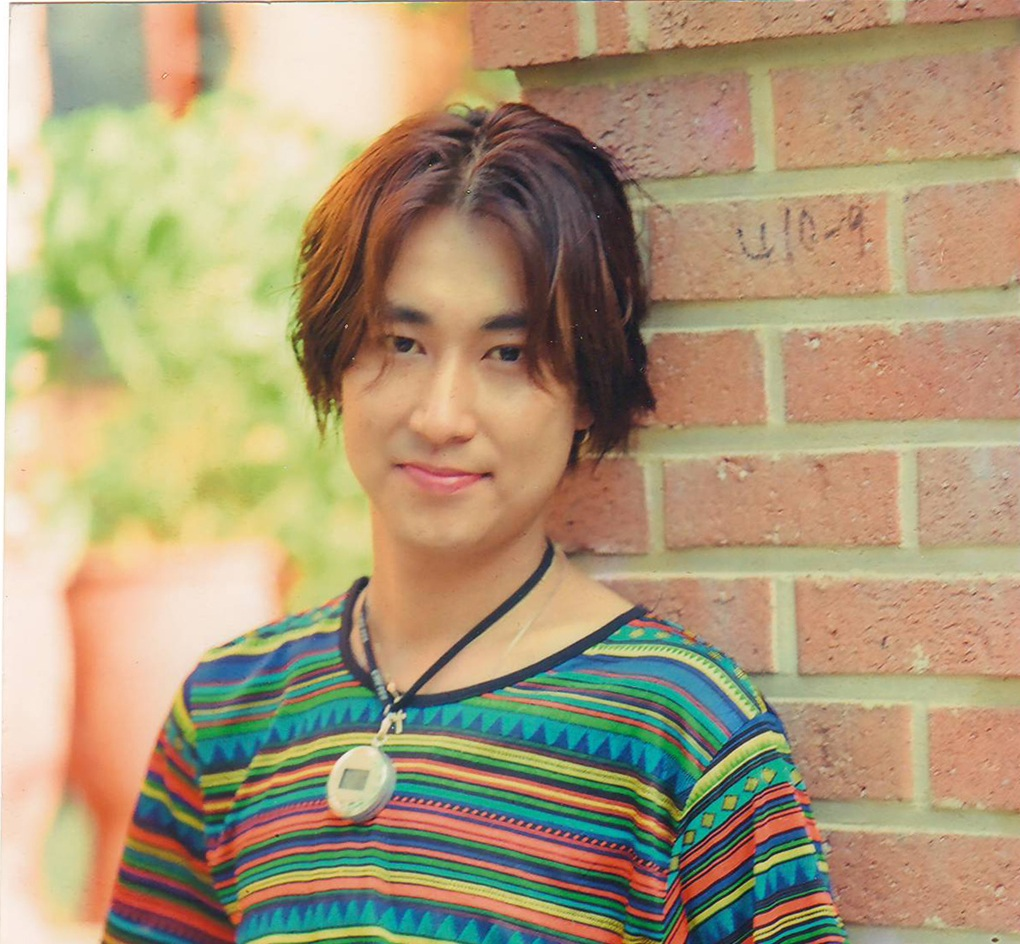
가수 김명철
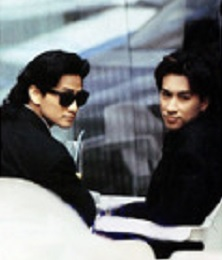
김명철 & 박혜성 - 소속 그룹

## 가수 김명철
- (1988년) 가수 김명철 - 《난 지금 마음이 아파》, 《그대와 같이》

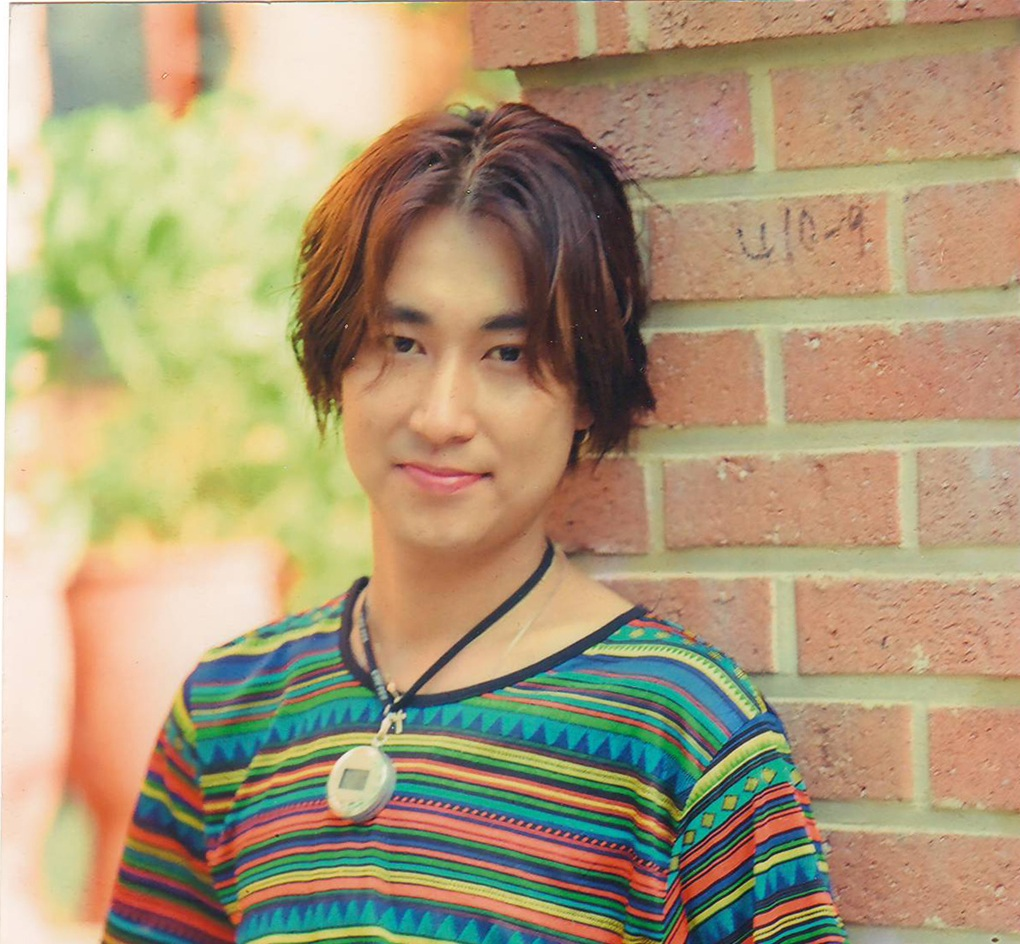
가수 김명철

## 앨범
- (1988년) 김명철 - 《난 지금 마음이 아파》, 《그대와 같이》

```
 대표곡 : 난 지금 마음이 아파, 그대와 같이
```

## 소속 그룹 - 김명철 & 박혜성
- (1993년) 김명철 & 박혜성 - 《그대가 준 슬픈 내사랑》, 《사랑하는 너에게》, 《그대 품안에》

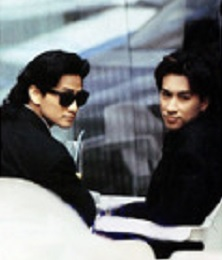
김명철 & 박혜성 - 소속 그룹

## 앨범

### 정규 앨범
- (1993년) 김명철 & 박혜성 - 《그대가 준 슬픈 내사랑》, 《사랑하는 너에게》, 《그대 품안에》

```
 대표곡 : 그대가 준 슬픈 내사랑, 사랑하는 너에게, 그대 품안에
```

### SENSATION
- 《그대가 준 슬픈 내사랑 (Ver.1)》, 《사랑하는 너에게》, 《그대 품안에》(1993년)

## 학력
- 세류초등학교 (전학)
- 서울혜화초등학교 (전학)
- 서울장위초등학교 (전학)
- 서울성산초등학교 졸업 (1982년)
- 서울 경성중학교 졸업 (1985년)
- 서울 경성고등학교 졸업 (1988년)

## 같이 보기
- 박혜성
- 김태원
- 김승진
- 이덕진
- 조정현
- 이범학
- 이지연
- 지예
- 양홍섭
- 김혜림
- 이상은
- 전원석
- 황규영
- 위대한 탄생
- 안정훈
- 김민희
- 이광기